# Franz Wagner

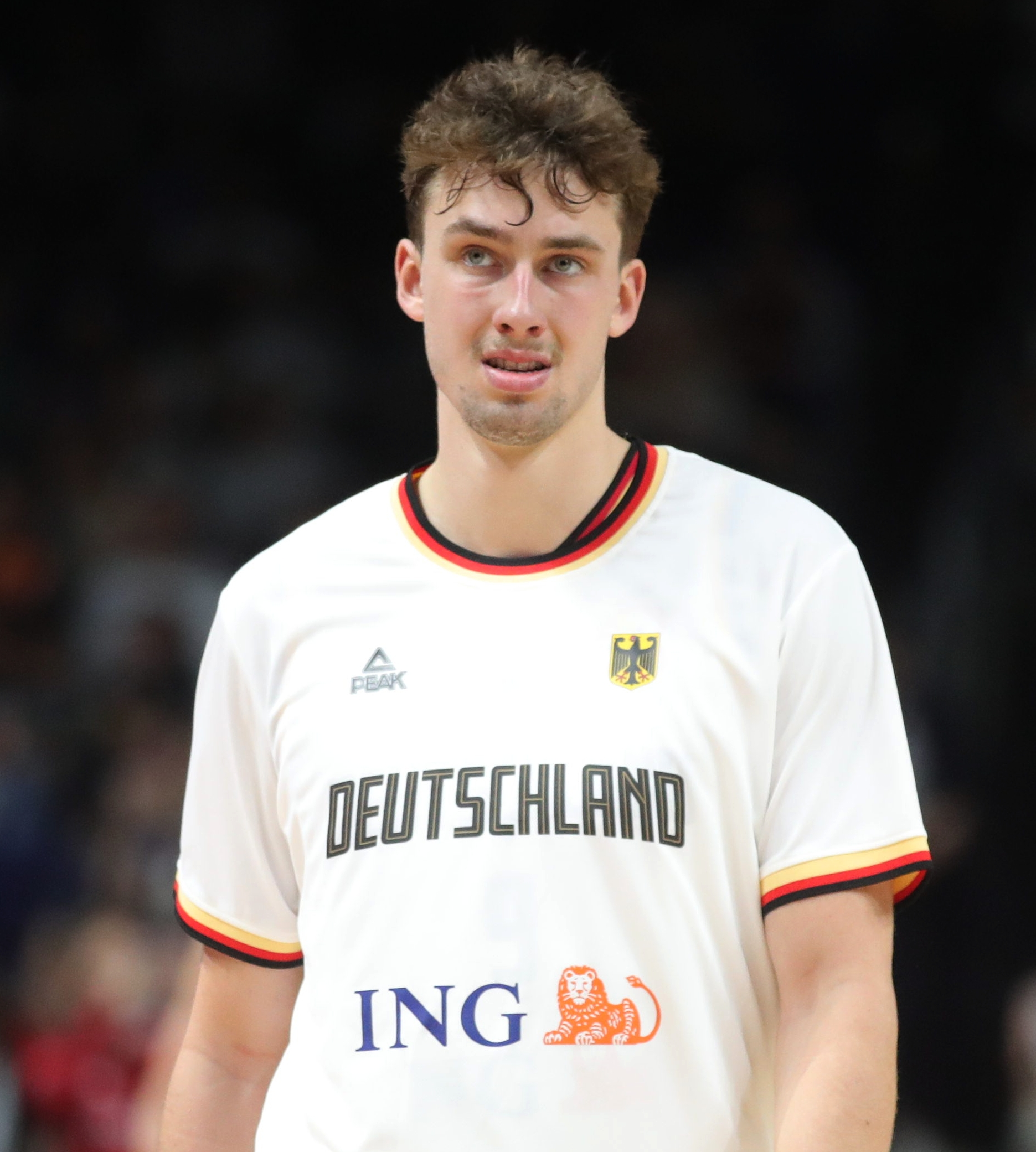
Franz Wagner, 2023.

Franz Jacob Wagner, född 27 augusti 2001 i Berlin, är en tysk professionell basketspelare (SF) som spelar för Orlando Magic i National Basketball Association (NBA).
Han var med och vinna, tillsammans med det tyska basketlandslaget, en guldmedalj vid världsmästerskapet i basket för herrar 2023 och en bronsmedalj vid europamästerskapet i basket för herrar 2022.
Wagner draftades av Orlando Magic i första rundan i 2021 års draft som åttonde spelare totalt.
Innan han blev proffs studerade Wagner vid University of Michigan och spelade för universitetets idrottsförening Michigan Wolverines.
Han är bror till Moritz Wagner.